# تيد سميث (لاعب كرة قدم أسترالي)
تيد سميث (بالإنجليزية: Ted Smith)‏ هو لاعب كرة قدم أسترالي، ولد في 24 سبتمبر 1935. شارك مع منتخب أستراليا لكرة القدم. أما مع النوادي، فقد لعب مع نادي جنوب ملبورن.

## وصلات خارجية
- تيد سميث على موقع الاتحاد الدولي (مؤرشف)  (الإنجليزية)
- تيد سميث على موقع أوليمبيديا (الإنجليزية)